# A. Monforts Maschinenfabrik
Die A. Monforts Maschinenfabrik (heute: A. Monforts Textilmaschinen GmbH & Co.KG und Monforts CNC Werkzeugmaschinentechnik GmbH) ist ein Mönchengladbacher Industrieunternehmen.

## Geschichte

### Die Firma unter August Monforts

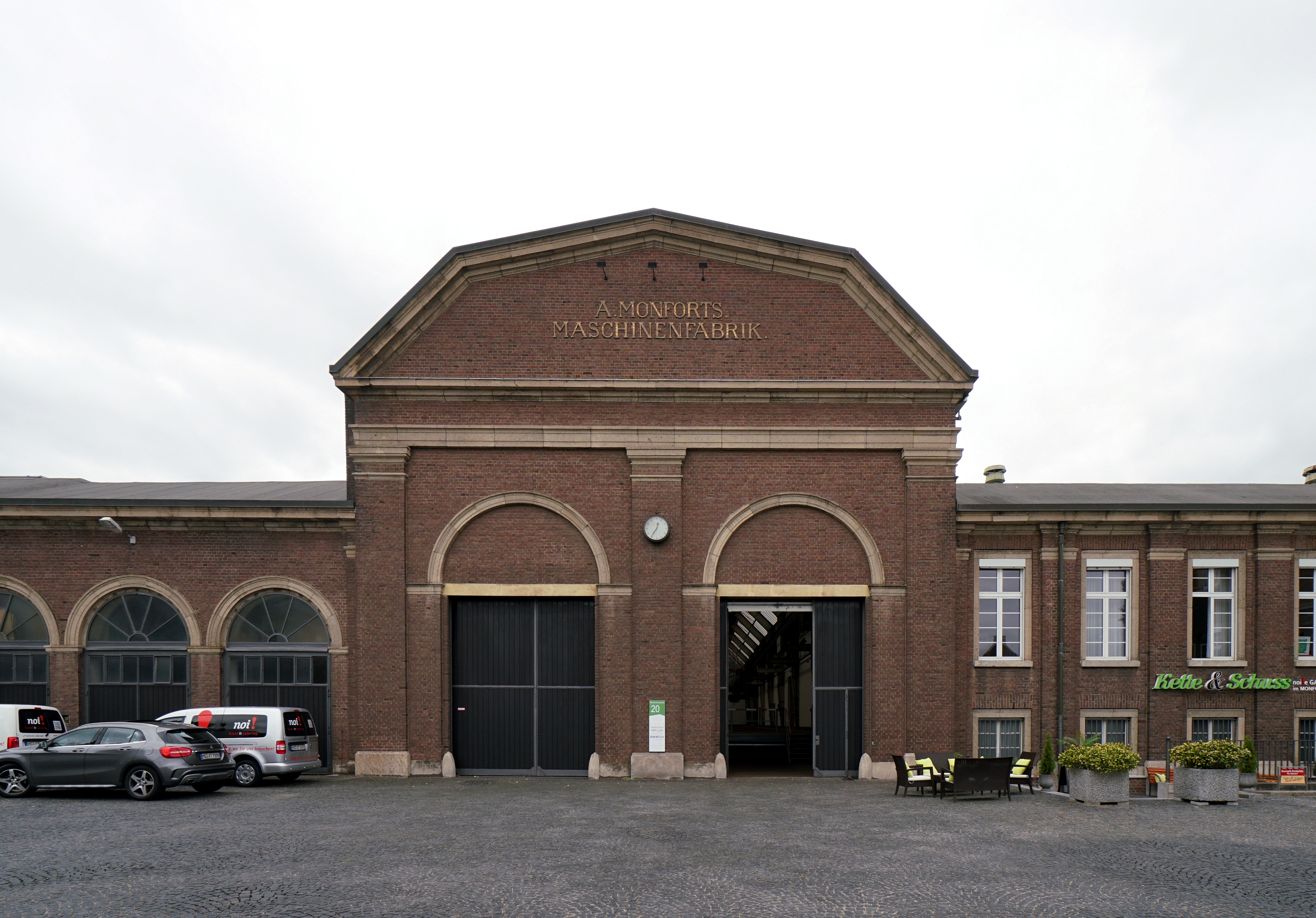
A. Monforts Maschinenfabrik

Im Jahr 1884 gründete der Maschinenbauingenieur August Monforts (1850–1926) an der Kronprinzenstraße in Mönchengladbach seine eigene Firma, nachdem er zuvor als Mitarbeiter bei der Textilmaschinenfabrik Franz Müller in Mönchengladbach-Eicken tätig gewesen war.
Die A. Monforts Maschinenfabrik hatte bei ihrer Gründung 52 Mitarbeiter. Zunächst wurden Textilmaschinen auf Bestellung produziert, alsbald machte man sich jedoch auch an die Weiterentwicklung von Maschinen zur Textilverarbeitung. So konnte die Firma im Jahr 1891 die erste 24-walzige Strich- und Gegenstrich-Rauhmaschine auf den Markt bringen – eine Revolution in der Maschinenbranche, die Monforts bei der Weltausstellung Chicago 1893 höchste Auszeichnungen einbrachte.
Der wirtschaftliche Erfolg Monforts blieb nicht aus und so kaufte er 1897 ein 12,5 ha großes Gelände an der Schwalmstraße in Mönchengladbach zur Erweiterung seiner Produktionsanlagen. Im gleichen Jahr erfolgte zunächst die Gründung einer Eisengießerei mit hydraulischen Formmaschinen auf diesem Gelände an der Hofstraße, um die Leistungsfähigkeit der Maschinenfabrik durch gegossene Maschinenkomponenten zu verbessern. Im Jahr 1916 wurden dann an der Schwalmstraße neue, moderne Fabrikgebäude für die Maschinenproduktion errichtet. Fortan baute man hier nicht nur die Textilmaschinen, sondern ab 1920 auch halbautomatische Werkzeugmaschinen. Die Zahl der Beschäftigten war mittlerweile auf etwa 1200 angestiegen.
Im Jahr 1911 wurde August Monforts Sohn Joseph Teilhaber und ab 1925 alleiniger Geschäftsführer der Firma. Ein Jahr später verstarb der Firmengründer.

### Die Firma unter den Nachfolgern August Monforts

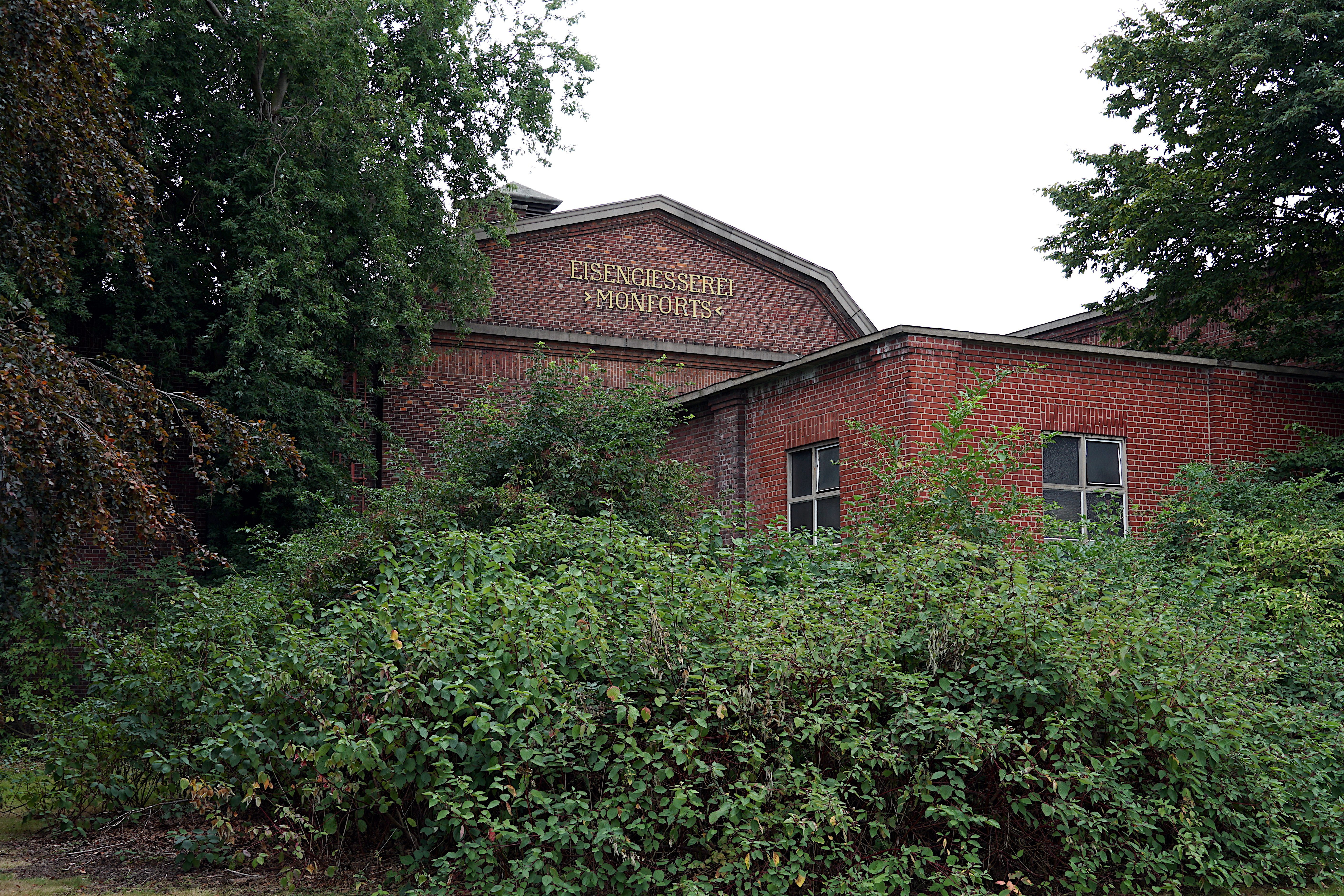
Ehemalige Eisengießerei Monforts

Unter der Leitung Joseph Monforts wurde der Werkzeugmaschinen-Bereich der Firma weiter ausgebaut und die Internationalisierung des Textilmaschinen-Bereichs vorangetrieben. Die Einspindel-Drehmaschine KA200 (zur Reife entwickelt 1938) war wegen ihrer einzigartigen und unerreichten Präzision ein Exportschlager.
Im Jahr 1965 startete die erste durch Lochstreifenleser gesteuerte NC-Drehmaschine NA 300, und 1976 kam die erste Drehmaschine mit hydrostatischer Führung Typ FNC1000 auf den Markt.
Die A. Monforts Maschinenfabrik blieb derweil weiter in Familienhand und wurde in der dritten Generation von den Neffen und Adoptivsöhnen Joseph Monforts, Dietrich und Caspar Monforts von Hobe geführt. Unter Clemens August Monforts von Hobe, Firmeninhaber von 1986 bis 2006, avancierten die Monforts Textilmaschinen zum Weltmarktführer in ihrem Marktsegment.

### Die Firma unter dem Einfluss der Globalisierung

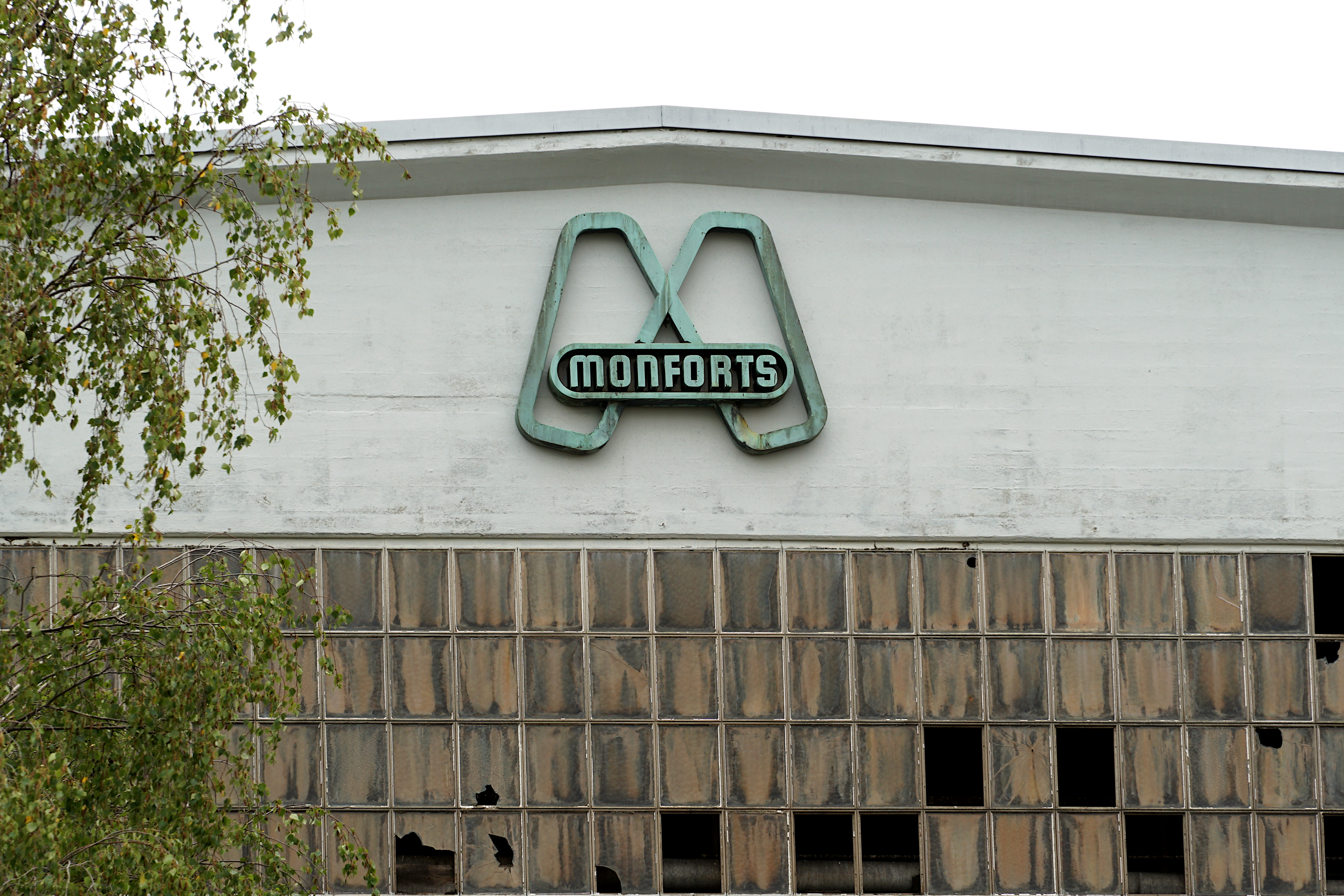
Ehemalige Monforts Eisengießerei

Nach dem Ausscheiden Clemens A. Monforts von Hobe im Jahr 2006 wurde die Textilmaschinensparte der Firma Monforts an die Lübecker Possehl Gruppe verkauft und zog 2011 in das neue Firmengebäude an der Blumenberger Straße in Mönchengladbach (ehemaliges Schlafhorst Gelände). Zwei Jahre später wurde die A. Monforts Textilmaschinen GmbH & Co.KG Mitglied der CHTC Fong's Group (China), einer der größten Textilmaschinenhersteller der Welt.
Die Monforts Eisengießerei wurde 2007 an die indische Firma Alucast Auto Parts verkauft und nach einer zweiten Insolvenz im Jahr 2011 stillgelegt.
Die Werkzeugmaschinensparte verblieb an der Schwalmstraße. Sie wurde 2012 von der russischen Firma Kirowski Zavod (St. Petersburg) übernommen und seit 2015 war die Monforts CNC Werkzeugmaschinentechnik GmbH Teil der taiwanesischen Anderson Group, einer global agierenden Maschinenbaufirma.
Im Dezember 2020 wurde die Monforts-Werkzeugmaschinen GmbH & Co.KG von der Mönchengladbacher Unternehmensgruppe R&D übernommen und produziert seit 2021 im Industriegebiet Mönchengladbach-Wickrath.
Im Jahr 2009 erwarb die Krefelder Jagenberg AG die Mehrheitsbeteiligung an der Eigentümergesellschaft der Monforts-Liegenschaft an der Schwalmstraße und zwei Jahre später alle Anteile an der AMV Vermögens-GmbH & Co. Die Eigentümergesellschaft firmierte um zur MQ Management GmbH & Co KG und Jagenberg entwickelte die Liegenschaft zum Monforts-Quartier.

## A. Monforts Textilmaschinen GmbH & Co.KG
Monforts Textilmaschinen gehört zu den Anbietern von Textilveredelungsanlagen. Dabei legt die Firma Wert auf Verbesserung der Umweltverträglichkeit ihrer Produkte, indem sie sich 

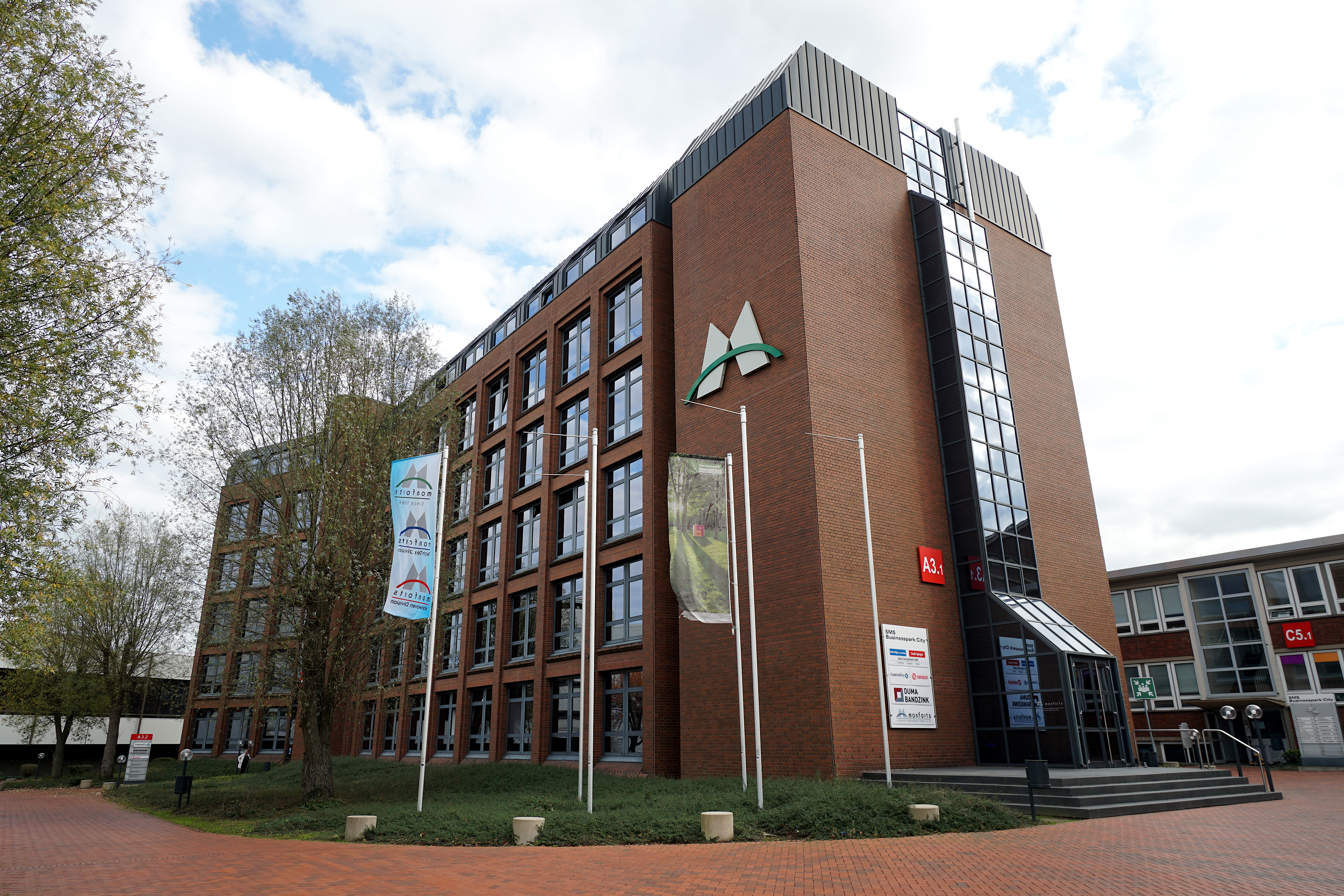
A.Monforts Textilmaschinen GmbH & Co. KG

zur Einhaltung der 12 Nachhaltigkeitsleitsätze der deutschen Vereinigung der Maschinen- und Anlagenbauer (bluecompetence) verpflichtet.
Neben dem Hauptsitz in Mönchengladbach hat Monforts mit der Maschinenfabrik Montex in St. Stefan eine Zweigniederlassung in Österreich. Außerdem betreibt die Firma im SMS Businesspark an der Landgrafenstraße in Mönchengladbach ein Technologiezentrum (ATC) zur Durchführung von Warenversuchen zu realen Produktionsbedingungen.

## Monforts CNC Werkzeugmaschinentechnik GmbH
Monforts Werkzeugmaschinen liefert Maschinen zum Drehen, Fräsen, Bohren und Gewindeschneiden. Dabei hat die Firma sich spezialisiert auf Maschinen für die Arbeit an

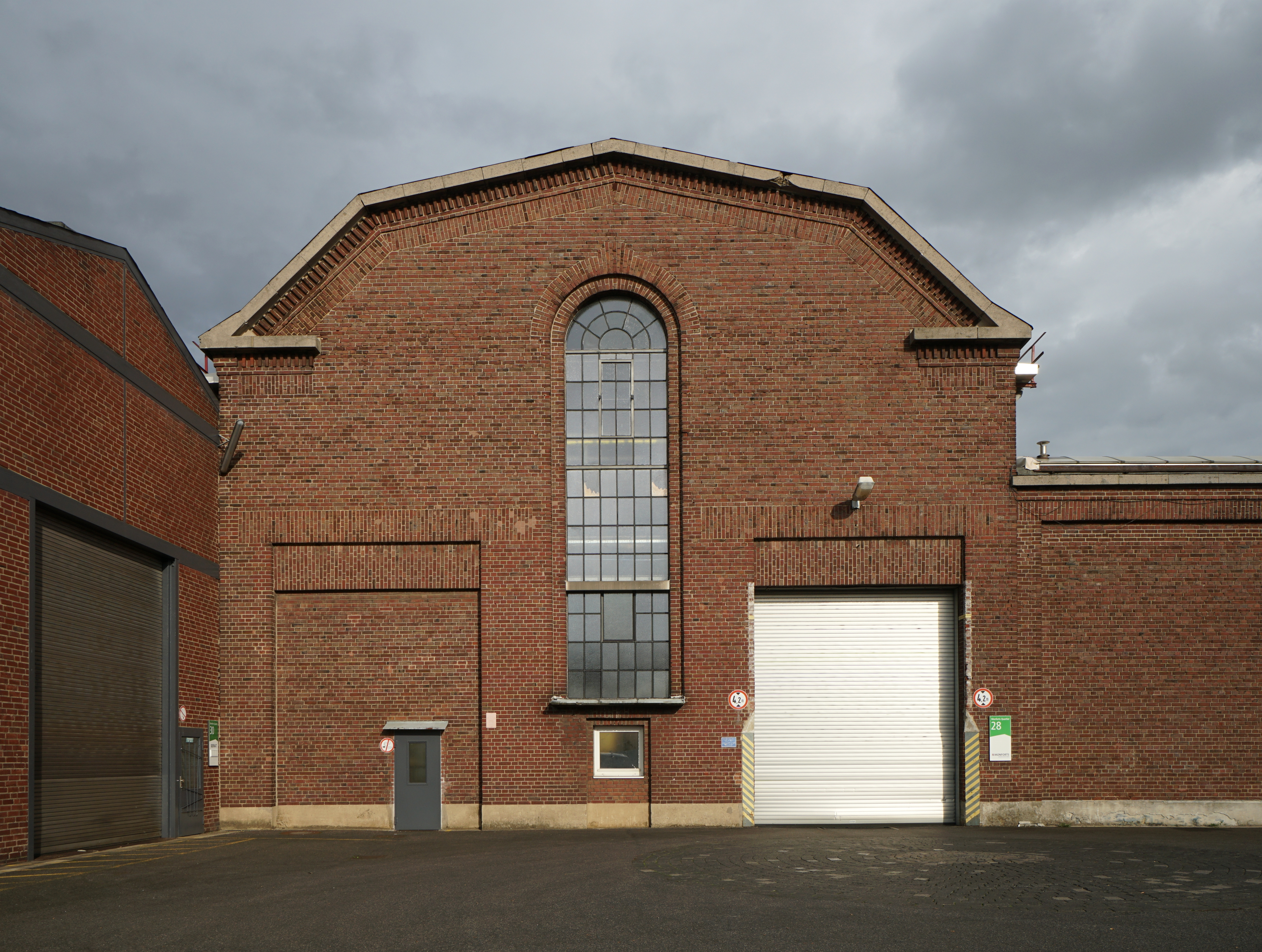
Ehemalige Monforts CNC Werkzeugmaschinentechnik GmbH

harten Werkstoffen. Durch eine hydrostatische Rundführung der Maschinen soll die Verschleißfreiheit und optimierte Schwingungsdämpfung gewährleistet werden.
Monforts zählt Hersteller der Luftfahrt, Automobilindustrie, Getriebe- und Pumpenhersteller sowie weitere Gewerbe zu seinen Kunden. Nach Eigenangaben hat Monforts weltweit mehr als 12.000 Maschinen inklusive 4.500 CNC-Drehmaschinen mit hydrostatischer Rundführung verkauft.

## Monforts-Quartier
Der gesamte Industriekomplex der ehemaligen A. Monforts Maschinenbau an der Schwalmstraße wurde am 16. November 2015 in die Denkmalliste der Stadt Mönchengladbach eingetragen.

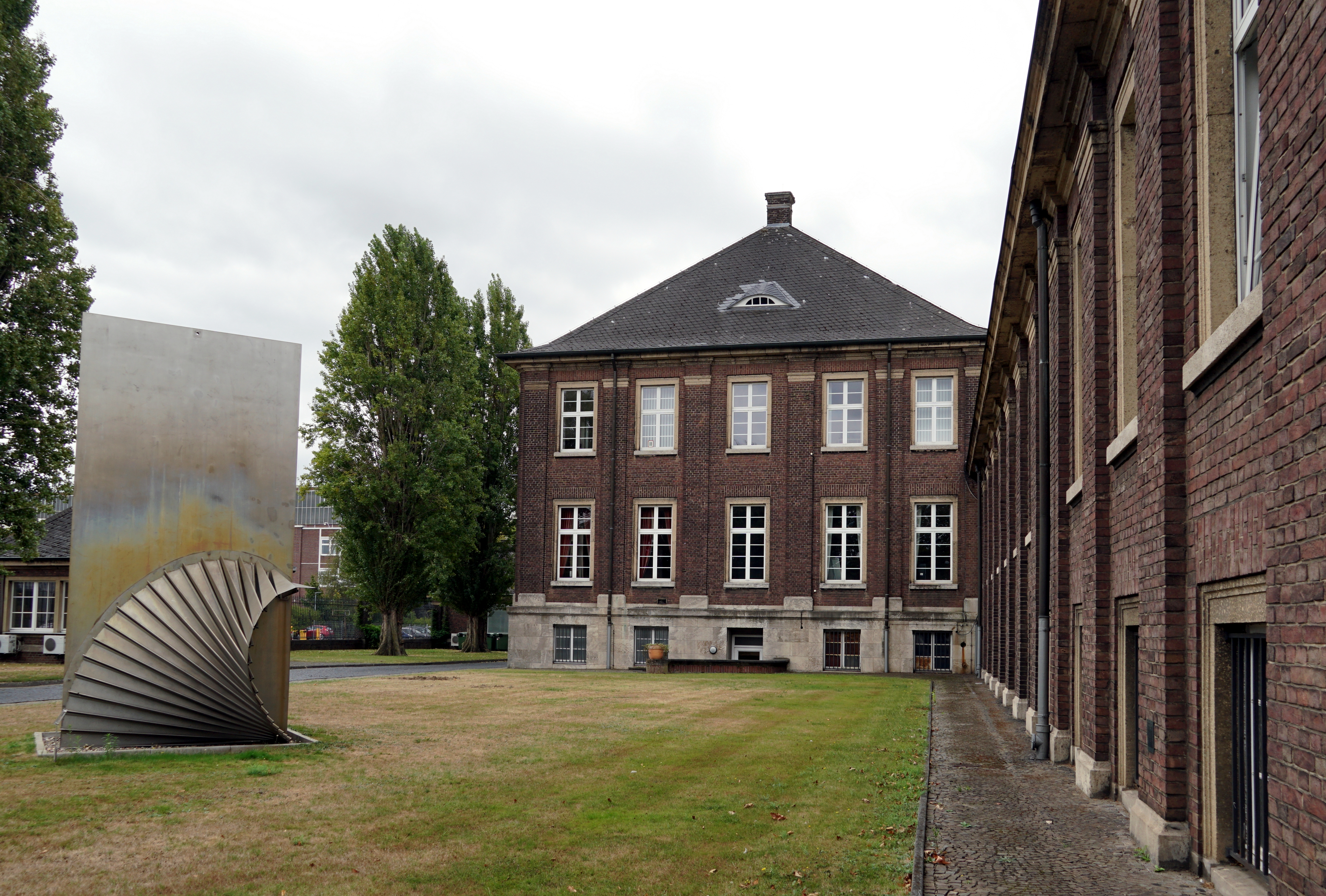
Monforts Quartier

Der Standort Mönchengladbacher Maschinenbaugeschichte beherbergt heute ca. 20 Unternehmen aus unterschiedlichen Branchen und hat als Adresse für Events von der Film- und Fernsehproduktion bis hin zum Parteitag die Location über die Stadtgrenzen hinaus bekannt gemacht.